# Amphitruo (Plautus)

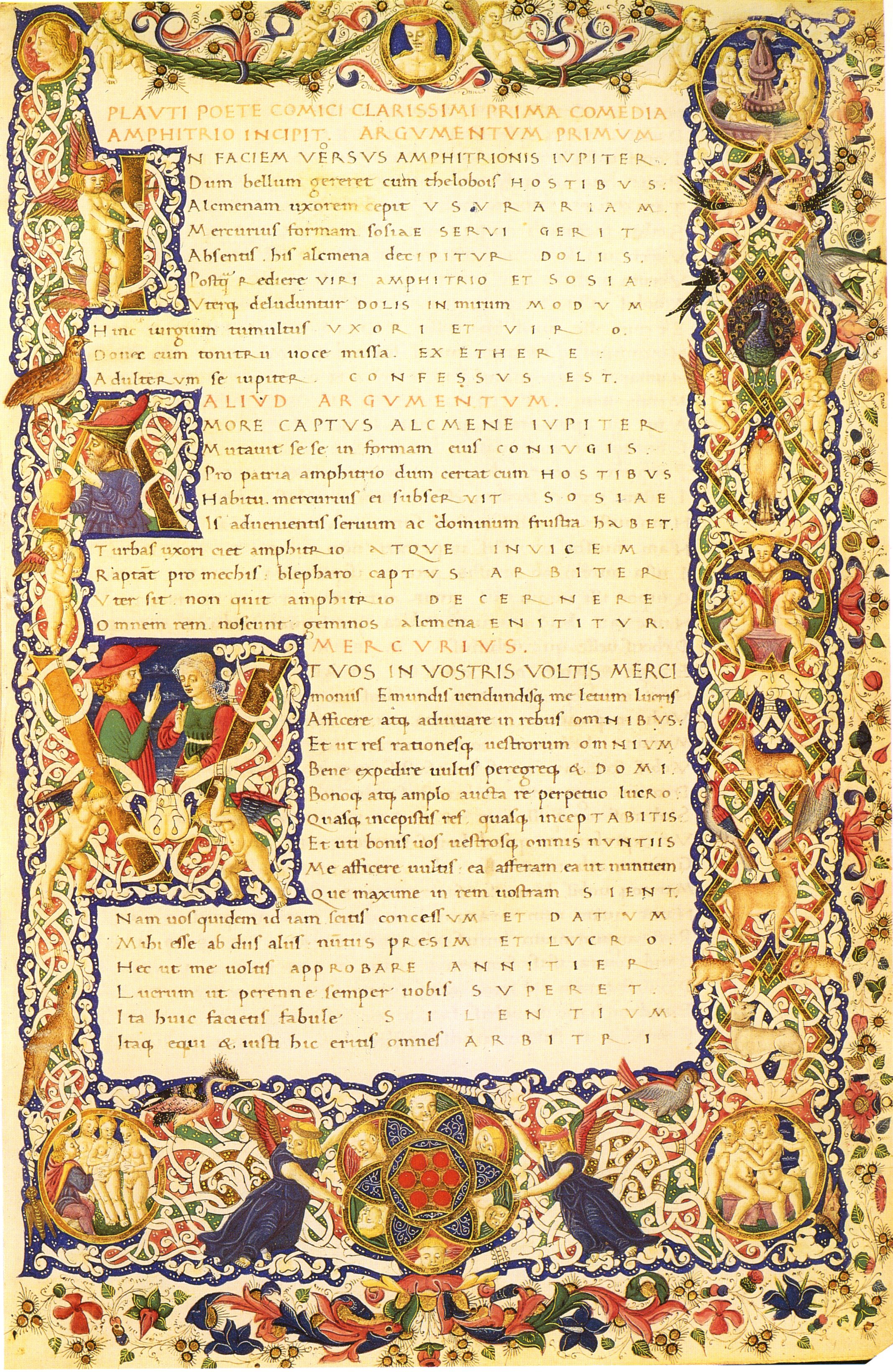
Der Amphitruo in der Handschrift Florenz, Biblioteca Medicea Laurenziana, Plut. 36.41, fol. 1r (15. Jahrhundert)

Amphitruo (lateinische Form des griechischen Namens Amphitryon) ist eine Tragikomödie des römischen Dichters Plautus.
Das Stück, dessen Datierung nicht genau feststeht, behandelt den Mythos vom Beischlaf des Jupiter in Gestalt von Amphitruo mit Amphitruos Frau Alcumena (Alkmene).
Alcumena begeht dabei unwissend und ohne persönliche Schuld Ehebruch, weil sie mit Jupiter in Gestalt des Amphitruos schläft, während der wirkliche Amphitruo sich noch auf einem Kriegszug befindet. Jupiter erfährt Unterstützung durch seinen Sohn Mercur, der ebenfalls in die Gestalt eines anderen schlüpft und als Sosia, Amphitruos Diener, für weitere Verwirrung sorgt. Das Stück zeigt Züge einer Verwechslungskomödie. Der Konflikt wird durch Jupiters Intervention als deus ex machina gelöst, nachdem Alcumena den Helden Herkules zur Welt gebracht hat.
Der Stoff wurde später häufig adaptiert, unter anderem von Rotrou, Molière, John Dryden, Heinrich von Kleist, Jean Giraudoux und Peter Hacks.

## Bearbeitungen fürs Musiktheater
- Out of This World. Musical. Libretto: Dwight Taylor und Reginald Lawrence auf Grundlage der Komödien Amphitryon 38 von Jean Giraudoux und deren amerikanischer Adaption von Samuel Nathaniel Behrman, die auf Plautus basieren. Musik und Gesangstexte: Cole Porter. UA 21. Dezember 1950 im New Century Theatre in New York
- Amphitruo oder Eine lange Nacht. Oper in fünf Akten. Libretto: Walter Hoffmann nach Plautus, Musik: Peter Freiheit. UA 18. Juni 1977 in Bernburg

## Textausgaben
- Plauti Comoediae. (Herausgeber: F. Leo). 2 Bände. Weidmann, Berlin 1895/96
- T. Maccius Plautus (Übersetzer und Herausgeber: Jürgen Blänsdorf): Amphitruo. Lateinisch/Deutsch. Reclam, Stuttgart 2015